# Marcel Kint
Marcel Kint, surnommé « L'Aigle Noir », né le 20 septembre 1914 à Zwevegem et mort le 23 mars 2002 à Courtrai, est un coureur cycliste belge.

## Biographie

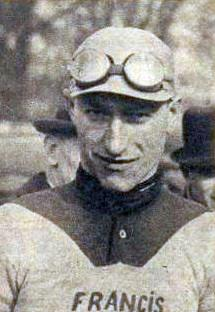
Marcel Kint en 1939.

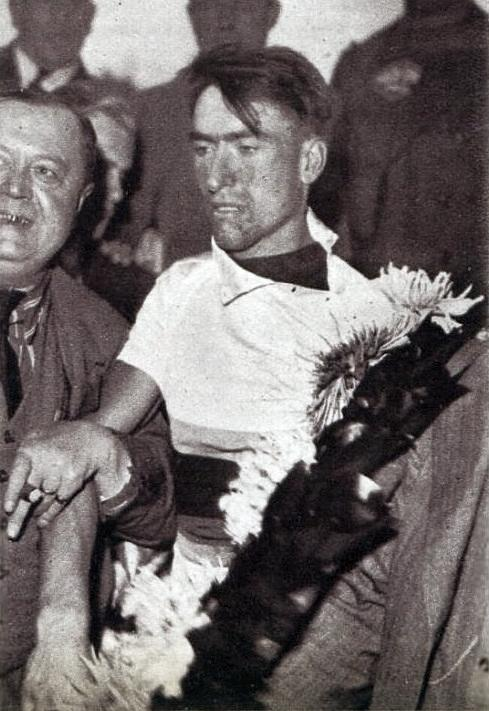
Marcel Kint, champion du monde professionnel sur route, le 5 septembre 1938 à Valkenburg.

Marcel Kint sera champion de Belgique sur route en catégorie junior en 1933 et en catégorie professionnel en 1939.
Il sera également champion de Belgique des Clubs en 1946 et 1947. 
Il esr professionnel de 1935 à 1951, et il remporte 77 victoires dont un championnat du monde sur route en 1938 (qui fait de lui le dernier vainqueur avant la guerre).
Il est inhumé à Courtrai.

## Palmarès et résultats

### Palmarès sur route
- 1933
  -  Champion de Belgique sur route juniors
- 1934
  - 1re étape du Circuit du Pas-de-Calais
  - 1re étape du Tour de Belgique indépendants
- 1935
  - Tour des Flandres des indépendants
  - Jemeppe-Marche-Jemeppe
  - Bruxelles-Liège
  - 7e étape du Tour de Luxembourg
  - Tour de Belgique indépendants :
    - Classement général
    - 6e et 7e (contre-la-montre) étapes

  - Grand Prix de Zwevegem
  - Championnat des Flandres
  - 2e du Circuit franco-belge
  - 3e du championnat de Belgique indépendants
  - 3e de Paris-Lens
- 1936
  - Anvers-Gand-Anvers
  - 19ea étape du Tour de France
  - 2e étape du Tour de Belgique
  - 4e de Paris-Nice
  - 9e du Tour de France
- 1937
  - Gand-Ypres
  - 2e de la Flèche wallonne
  - 2e du Circuit des régions flamandes
  - 2e de Paris-Lille
  - 6e de Paris-Bruxelles
- 1938
  -  Champion du monde sur route
  - Paris-Bruxelles
  - 15e, 16e et 18e étapes du Tour de France
  - Grand Prix d'Espéraza
  - 2e de Liège-Bastogne-Liège
  - 3e du Tour des Flandres
  - 3e du championnat de Belgique sur route
  - 7e de Paris-Tours
  - 9e du Tour de France
- 1939
  -  Champion de Belgique sur route
  - Anvers-Gand-Anvers
  - Ransart-Beaumont-Ransart
  - 8ea et 18eb étapes du Tour de France
  - Grand Prix de la ville de Zottegem
  - 2e de Paris-Roubaix
  - 5e de Paris-Bruxelles
  - 5e de Bordeaux-Paris
- 1940
  - Circuit de Belgique
- 1942
  - Gullegem Koerse
- 1943
  - Paris-Roubaix
  - Tour du Limbourg
  - Flèche wallonne
  - Circuit de Belgique
  - Bruxelles-Paris
  - 2e du Circuit des monts flamands
  - 5e du Tour des Flandres
  - 8e de Paris-Tours
- 1944
  - Flèche wallonne
  - Grand Prix du Printemps
  - Grand Prix Jules Lowie
  - Grand Prix Beeckman-De Caluwé
  - 9e du Tour des Flandres
- 1945
  - Circuit des Ardennes flamandes - Ichtegem
  - Flèche wallonne
- 1946
  -  Champion de Belgique interclubs
  -  Médaillé d'argent au championnat du monde sur route
  - 9e du Tour des Flandres
  - 10e de Paris-Roubaix
- 1947
  -  Champion de Belgique interclubs
- 1949
  - Gand-Wevelgem
  - 2e de la Gullegem Koerse
- 1950
  - 10e de Paris-Roubaix
- 1951
  - Tour des onze villes
  - 7e de la Flèche wallonne
  - 9e de Liège-Bastogne-Liège

### Résultats sur les grands tours

#### Tour de France
5 participations
- 1936 : 9e, vainqueur de la 19ea étape
- 1937 : non-partant (17e étape),  maillot jaune pendant 1 jour
- 1938 : 9e, vainqueur des 15e, 16e et 18e étapes
- 1939 : 34e, vainqueur des 8ea et 18eb étapes
- 1949 : abandon (19e étape)

#### Tour d'Italie
1 participation
- 1951 : abandon (4e étape)

### Palmarès sur piste
- 1946
  - Prix Hourlier-Comès (avec Rik Van Steenbergen)
- 1947
  - Six Heures de Zurich (avec Rik Van Steenbergen)
- 1948
  - Six Jours de Bruxelles (avec Rik Van Steenbergen)
  - Trophée des Routiers (avec Rik Van Steenbergen)
- 1949
  - Six Jours de Bruxelles (avec Rik Van Steenbergen)
  - 2e des Six Jours de Gand (avec Rik Van Steenbergen)
  - 3e des Six Jours de Paris (avec Rik Van Steenbergen)